# Idotea delfini
Idotea delfini is een pissebed uit de familie Idoteidae. De wetenschappelijke naam van de soort is voor het eerst geldig gepubliceerd in 1903 door Porter.